# Cistoadenoma
 El cistoadenoma (o "cistoma") es un tipo de adenoma quístico. Cuando es maligno, se le denomina cistoadenocarcinoma. 

## Clasificación
Cuando no se especifique lo contrario, la codificación CIE-O es 8440/0. Sin embargo, también existen las siguientes clasificaciones: 

### Por su forma
Según la Clasificación Internacional CIE-O de la OMS del año 2003.
- Cistoadenoma seroso (8440)
- Cistoadenoma papilar (8450-8451, 8561)
- Cistoadenoma mucinoso (8470/0, 8472/3)
- Cistoadenoma papilar mucinoso (M-8471/0) o Papilar mucinoso border (M-8473/1)

### Por localización
- Cistoadenoma del conducto biliar (8161)
- Cistoadenoma endometrioide (8380)
- Cistoadenoma mucinoso apendicular

El término "cistoadenoma" también puede referirse a un hidrocistoma.